# Запорожец, Александр Иванович (актёр)
Александр Иванович Запорожец — актёр Приморского краевого академического драматического театра им. Горького, театральный режиссёр, театральный педагог, Заслуженный артист Российской Федерации (1995).

## Биография
Александр Запорожец в 1970 году окончил театральный факультет Дальневосточного государственного института искусств по специальности «Актер театра и кино».
В 1970—1971 годах — артист театра Краснознаменного Дальневосточного военного округа в Уссурийске (Приморский край).
В 1971—1979 годах — артист Приморского краевого академического драматического театра (Владивосток).
В 1979—1984 годах — артист драматического театра Комсомольска-на-Амуре. С 1984 года — артист Приморского краевого академического драматического театра. В 1995 году указом президента РФ присвоено почетное звание «Заслуженный артист Российской Федерации».
Александр Запорожец — профессор Дальневосточной государственной академии искусств (Владивосток), декан театрального факультета ДВГАИ.
Среди учеников Александра Ивановича Илона Бродская, Евгений Каплун, Сергей Лепский, Алексей Телеш, Борис Белебезьев,Евгения Стрелкова, Анна Чалая, Олеся Перевощикова, Татьяна Ахроменко, Валерия Бакай.
Роли Александра Ивановича в театре всегда отличает искренность, интеллигентность, глубина проникновения в характер.
Сын Александра Ивановича — Валентин Запорожец — с 2005 года артист Приморского краевого академического драматического театра.
В 2011 году Александр Запорожец совместно с группой актёров театра принял участие в постановке пьесы Гоголя «Ревизор» на Шекспировском фестивале в городе Боулдер, Колорадо, США. Александр Иванович прочёл в Денверском университете лекции по актёрскому мастерству.
В 2013 году Александр Иванович совместно с Владимиром Сергияковым провёл в столице Приморья Тотальный диктант
В 2014 году актёр принимал участие в чтениях, проводимых в Доме-музее Арсеньева.

## Творчество

### Роли в театре
- «Вечно живые» Виктора Розова — Марк
- «Клоп» Владимира Маяковского — Директор зоосада
- «Бесприданница» Александра Островского — Карандышев
- «Буранный полустанок» Чингиза Айматова — Сабитжан
- «Гамлет» Шекспира — Гамлет, Полоний
- «Провинциальные анекдоты» Александра Вампилова — Хомутов
- «Рядовые» Александра Дударева — Соляник
- «Преступление и наказание» Фёдора Достоевского — Порфирий Петрович
- «Шарлатан» Р. Ламуре — Феликс
- «Последний посетитель» В. Дозорцева — Посетитель
- «Синие кони на красной траве» Михаила Шатрова — Ленин
- «Иван и Мадонна» В. Кудрявцева — Секретарь райкома
- «Утешитель вдов» Дж. Маротта и Б. Рандоне — Кувьелло
- «Бег» Михаила Булгакова — Корзухин
- «Человек с другой стороны» В. Шульжик, К. Горак — Айбе
- «Женский стол в охотничьем зале» Виктора Мережко — Официант
- «Урфин Джюс и его деревянные солдаты» Александра Волкова — Страшила
- «Биндюжник и Король» Исаака Бабеля — Арье-Лейб
- «Коварство и любовь» Фридриха Шиллера — Президент
- «Гуд бай и Аминь» Чарльза Диккенса — Мистер Бамбл
- «Мастер и Маргарита» Михаила Булгакова — Мастер
- «Последний пылко влюбленный» Нила Саймона — Барни
- «В джазе только девушки» Дж. Стайна и П. Стоуна — Бенанарт
- «Школа неплательщиков» П. Вернейль и Ж. Барра — Министр финансов
- «Комедия с убийствами» А. Руссена — Адольф
- «Юлий Цезарь» Уильяма Шекспира — Юлий Цезарь
- «Свадьба Кречинского» Александра Сухово-Кобылина — Муромский
- «Шум за сценой» М. Фрейна — Фредерик Феллоуз
- «Месяц в деревне» Ивана Тургенева — Большинцов
- «Мафиози» М. Новака — Карпоноросо
- «Ромео и Джульетта» Уильяма Шекспира — Брат Лоренцо
- «Мужчины по выходным» Виктора Мережко — Зюзюкин
- «Пять вечеров» Александра Володина — Славка[9]

#### Роли текущего репертуара
- «Старший сын» Александра Вампилова — Сарафанов
- «Анна Каренина» Льва Толстого — Граф Вронский
- 1989 — «Биндюжник и Король» Исаака Бабеля. Режиссёр: Ефим Звеняцкий — Арье-Лейб
- 1995 — «Иванов» А. П. Чехова. Режиссёр: Ефим Звеняцкий — Шабельский
- 1999 — «Борис Годунов». Режиссёр: Ефим Звеняцкий — Шуйский
- 2000 — «Поминальная молитва» Г. Горина. Режиссёр: Ефим Звеняцкий — Лейзер Волф, мясник
- 2000 — «Забыть Герострата» Г. Горина. Режиссёр: Ефим Звеняцкий — Крисипп
- 2000 — «Любовь под вязами» Юджина О’Нила — Эфраим Кэбот
- 2002 — «Шут Балакирев» Г. Горина. Режиссёр: Ефим Звеняцкий — Ягужинский
- 2004 — «№ 13 или безумная ночь» Рея Куни. Режиссёр: Ефим Звеняцкий — Управляющий
- 2005 — «Слишком женатый таксист» Рея Куни. Режиссёр: Ефим Звеняцкий — Инспектор Портерхаус
- 2009 — «Инкогнито из Петербурга» по Н. В. Гоголю. Режиссёр: Ефим Звеняцкий — Пётр Иванович Бобчинский
- 2010 — «TOVARICH» Жак Деваль. Режиссёр: Ефим Звеняцкий — Граф Федор Брекенский
- 2010 — «Леди на день» Олега Данилова. Режиссёр: Дмитрий Астрахан — Мэр Нью-Йорка
- 2011 — «Шум за сценой» Майкла Фрейна — Фредерик Феллоуз, он же Филипп Брент, он же Шейх
- 2012 — «L’amour» по пьесе А. Жери «Шестой этаж». Режиссёр: Ефим Звеняцкий — Граф Федор Брекенский — Доктор
- 2014 — «Крейсера» В. Пикуля. Режиссёр: Ефим Звеняцкий — Капитан Трусов
- 2015 — «Ромео и Джульетта» Шекспира. Режиссёр: Владимир Оренов — Капулетти

### Режиссёр
- «Последняя жертва» (произведение Александра Островского)
- «Три сестры» (произведение Антона Чехова)
- «Бесприданница» (произведение Александра Островского)
- «Сумасшедшая любовь» (произведение Александра Островского)
- «С любимыми не расставайтесь» (произведение Александра Володина)

### Фильмография
- 2013 — Человеческий капитал (Япония, режиссёр Дзюндзи Сакамото[яп.])[10]

Сыграл эпизодическую роль в фильме СССР-КНДР 1988 года «Утомлённое солнце».

## Награды и звания
- Заслуженный артист Российской Федерации (27 января 1995 года) — за заслуги в области искусства[2].
- Почётная грамота Президента Российской Федерации (5 апреля 2019 года) — за заслуги в развитии отечественной культуры и искусства, многолетнюю плодотворную деятельность[11].